# Planiplax erythropyga
Planiplax erythropyga är en trollsländeart som först beskrevs av Karsch 1891.  Planiplax erythropyga ingår i släktet Planiplax och familjen segeltrollsländor. IUCN kategoriserar arten globalt som livskraftig. Inga underarter finns listade i Catalogue of Life.